# Bur Kirke
Bur Kirke ligger ret enligt lidt sydøst for landsbyen Bur ca. 10 km V for Holstebro (Region Midtjylland). Indtil Kommunalreformen i 2007 lå den i Ringkøbing Amt, og indtil Kommunalreformen i 1970 i Hjerm Herred (Ringkøbing Amt)
Kor og skib er opført i romansk tid af granitkvadre over dobbeltsokkel, ufuldstændig attisk over skråkant. Koret er udformet som en apside og har næsten samme bredde som skibet. Man har fremsat teorier om, at kirken oprindelig har været klosterkirke og det nuværende skib har været tænkt som kor til en større kirke, men intet kan bevises. Kirken er senere blevet forlænget mod vest, antagelig allerede i romansk tid. Ingen oprindelige døre eller vinduer kan spores. I Skibets sydmur ses en reliefkvader med mandshoved. Våbenhuset mod nord er fra 1600-tallet, det tynde tårn er fra 1864. I 1891 blev kirken opmålt og tegnet af arkitekt Valdemar Koch. Kirken blev restaureret i 1972.
Da kongen i 1710 udbød egnens kirker til salg, blev kirken købt af Niels Leth til Nørre Vosborg, han døde dog inden skødet blev skrevet og Frantz Linde til Pallesbjerg overtog skødet, hans datter blev imidlertid gift ind i familien Leth kort tid efter, og Bur kirke kom ind under Nørre Vosborg som datterens medgift. I 1911 overgik kirken til selveje.
Kirken har fladt bjælkeloft. Triumfvæggen med den spidse korbue er formodentlig opført i sengotisk tid. Altertavlen er en sengotisk fløjaltertavle, i midterskabet ses Nådestolen flankeret af Sankt Jørgen og Anna selv tredje, i sidefløjene ses apostle. Prædikestol]en i senrenæssance er givet af Bendt Christensen i 1634.
Den romanske granitfont har bægerblade nederst på kummen, den firkantede fod er fra 1972, indtil da havde kummen stået på en gammel reliefkvader.

## Eksterne kilder og henvisninger
- Wikimedia Commons har flere filer relateret til Bur Kirke
- Bur Kirke Arkiveret 31. januar 2011 hos  Wayback Machine på nordenskirker.dk
- Bur Kirke på KortTilKirken.dk
- Bur Kirke hos danmarkskirker.natmus.dk (Danmarks Kirker, Nationalmuseet)